# Gruzza di Veppo
Gruzza di Veppo este o arie protejată (arie specială de conservare — SAC, sit de importanță comunitară — SCI) din Italia întinsă pe o suprafață de 230 ha, integral pe uscat.

## Localizare
Centrul sitului Gruzza di Veppo este situat la coordonatele 44°16′25″N 9°48′01″E / 44.273611°N 9.800278°E.

## Înființare
Situl Gruzza di Veppo a fost declarat sit de importanță comunitară în iunie 1995 pentru a proteja 29 de specii de animale. Situl a fost protejat și ca arie specială de conservare în aprilie 2017.

## Biodiversitate
Situată în ecoregiunea mediteraneană, aria protejată conține 2 habitate naturale: Păduri de Castanea sativa, Fânețe de joasă altitudine (Alopecurus pratensis, Sanguisorba officinalis).
La baza desemnării sitului se află mai multe specii protejate:
- păsări (28): uliu păsărar (Accipiter nisus), pițigoi codat (Aegithalos caudatus), acvilă de munte (Aquila chrysaetos), șorecarul comun (Buteo buteo), sticlete (Carduelis carduelis), Certhia brachydactyla, porumbel gulerat (Columba palumbus), cioară neagră (Corvus corone), cuc (Cuculus canorus), ciocănitoare pestriță mare (Dendrocopos major), măcăleandru (Erithacus rubecula), cinteză (Fringilla coelebs), gaiță (Garrulus glandarius), privighetoare (Luscinia megarhynchos), pițigoi mare (Parus major), pițigoi de brădet (Periparus ater), pitulice de munte (Phylloscopus collybita), ciocănitoarea verde (Picus viridis), mugurarul (Pyrrhula pyrrhula), aușel sprâncenat (Regulus ignicapilla), sitar de pădure (Scolopax rusticola), țiclete (Sitta europaea), huhurez mic (Strix aluco), silvie cu cap negru (Sylvia atricapilla), pănțărușul (Troglodytes troglodytes), mierlă (Turdus merula), sturz-cântător (Turdus philomelos), sturzul de vâsc (Turdus viscivorus)
- nevertebrate (1): Euplagia quadripunctaria

Pe lângă speciile protejate, pe teritoriul sitului au mai fost identificate 5 specii de plante, 2 specii de amfibieni, 1 specie de reptile.